# Simeon Varčev
Simeon Varčev (in bulgaro Симеон Варчев?; Razgrad, 7 agosto 1943 – 23 novembre 2020) è stato un allenatore di pallacanestro bulgaro.

## Carriera
Ha guidato la Bulgaria a due edizioni dei Campionati europei (1991, 1993).